# Johannes Schädler (Orgelbauer)
Johannes Schädler (* 10. Mai 1962 in Regensburg) war Inhaber einer deutschen Orgelbaufirma in Donaustauf.

## Geschichte
Johannes Schädler wurde als Sohn einer Musikerfamilie geboren. Nach dem Erlernen von Klavier, Trompete und Gitarre folgten Auftritte im Teenager-Alter in mannigfaltigen Genres. Von 1978 bis 1981 absolvierte er eine Orgelbauerausbildung  bei Georg Jann. Anschließend war er bis 1994 bei August Hartmann tätig. Nach bestandener Meisterprüfung machte er sich 1995 in Donaustauf selbstständig und baute über 30 Orgeln. Aus gesundheitlichen Gründen musste er seine Firma 2012 schließen. Derzeit ist er als Musiklehrer, Komponist und Arrangeur tätig.

## Werkliste (Auswahl)
| Jahr | Ort                       | Gebäude                                | Bild | Manuale | Register | Bemerkungen |
| ---- | ------------------------- | -------------------------------------- | ---- | ------- | -------- | --- |
| 1996 | Piflas                    | St. Johannes                           |      | II/P    | 14       | → Orgel |
| 1996 | Semerskirchen             | Mariä Himmelfahrt                      |      | II/P    | 8        | im neobarocken Gehäuse von Martin Binder, 1895                                                                       |
| 1997 | Auloh                     | St. Vinzenz von Paul                   |      | II/P    | 15       | → Orgel |
| 1997 | Sulzbach an der Donau     | St. Martin                             |      | II/P    | 12       | im Gehäuse der Vorgängerorgel von Willibald Siemann, welche mit rekonstruiertem Gehäuse im Privatbesitz erhalten ist |
| 1998 | Pursruck                  | St. Ursula                             |      | II/P    | 9        | im Gehäuse von Johann Konrad Funtsch von 1754                                                                        |
| 1999 | Ergoldsbach               | Peter und Paul                         |      | II/P    | 25       | → Orgel |
| 2000 | Mintraching               | St. Mauritius                          |      | II/P    | 16       | → Orgel |
| 2000 | Schalkham-Johannesbrunn   | St. Immaculata                         |      | II/P    | 15       | |
| 2001 | Stadlern                  | Mariä Himmelfahrt                      |      | II/P    | 17       | |
| 2002 | Döfering                  | St. Ägidius                            |      | II/P    | 19       | |
| 2003 | Regensburg                | Caritas Altenheim Elisabethinum        |      | I/P     | 6        | |
|      | Regensburg                | Dom-Sailerkapelle                      |      | I       | 3        | |
| 2004 | Zeitlarn                  | St. Bartholomäus                       |      | II/P    | 23       | |
| 2004 | Adlersberg bei Pettendorf | Unsere Liebe Frau                      |      | II/P    | 22       | |
| 2005 | Willmering                | St. Johannes                           |      | II/P    | 11       | |
| 2005 | Wiesent                   | Mariä Himmelfahrt                      |      | II/P    | 26       | |
| 2006 | Schwarzenfeld             | Dreifaltigkeitskirche auf dem Miesberg |      | II/P    | 24       | Mit Chororgel die größte Orgelanlage der Firmengeschichte → Orgel                                                    |
| 2008 | Barbing                   | St. Martin                             |      | II/P    | 20       | → Orgel |